# Moara de Piatră, Drochia
Moara de Piatră este un sat din raionul Drochia, Republica Moldova.

## Demografie

### Structura etnică
Structura etnică a satului conform recensământului populației din 2004:
| Grup etnic         | Populație | % Procentaj |
| ------------------ | --------- | ----------- |
| Moldoveni / Români | 1.581     | 95,3%       |
| Ucraineni          | 49        | 2,95%       |
| Ruși               | 20        | 1,21%       |
| Găgăuzi            | 1         | 0,06%       |
| Alții              | 8         | 0,48%       |
| Total              | 1.659     | 100%        |

## Administrație și politică
Componența Consiliului local Moara de Piatră (9 consilieri), ales la 5 noiembrie 2023, este următoarea:
|  | Partid                                        | Consilieri | Componență | Componență | Componență | Componență |
|  | --------------------------------------------- | ---------- | ---------- | ---------- | ---------- | ---------- |
|  | Partidul Socialiștilor din Republica Moldova  | 4          |            |            |            |            |
|  | Partidul Dezvoltării și Consolidării Moldovei | 3          |            |            |            |            |
|  | Partidul Acțiune și Solidaritate              | 2          |            |            |            |            |